# Шкода Ениак iV
„Шкода Ениак iV“ (Škoda Enyaq iV) е модел компактни електрически кросоувър автомобили (сегмент J/C) на чешката компания „Шкода Ауто“, произвеждан от 2020 година в Млада Болеслав.
Това е първият модел на марката с електрическо задвижване и е базиран на модулната платформа на „Фолксваген Груп“ за електрически автомобили MEB, която е основа за няколко модела, включително близките по размери компактни SUV „Фолксваген ID.4“ и „Ауди Q4 е-трон“.